# Hrafnkelsson
Hrafnkelsson ist ein männlicher isländischer Name.

## Herkunft und Bedeutung
Der Name ist ein Patronym und bedeutet Hrafnkells Sohn. Die weibliche Entsprechung ist Hrafnkelsdóttir (Hrafnkells Tochter).

## Namensträger
- Guðmundur Hrafnkelsson (* 1965), isländischer Handballspieler
- Ríkharður Hrafnkelsson (* 1957), isländischer Basketballspieler